# Isla Mollarri
Isla Mollarri (también denominada Isla Malla Arria), (en euskera Mollarri uhartea y también conocido como Islote Malla-Harria) es el nombre que recibe una pequeña isla española situada en la costa del municipio de Zarauz, provincia de Guipúzcoa.

## Historia
De 1906 a 1923 la isla fue convertida en un cargadero de minerales para la flota mercante.